# Zagnańsk
Pour les articles homonymes, voir Zagnańsk (homonymie).
Zagnańsk est un village de la voïvodie de Sainte-Croix et du powiat de Kielce. Il est le siège de la gmina de Zagnańsk et comptait 1 726 habitants en 2006.